# Саббадино, Кристофоро

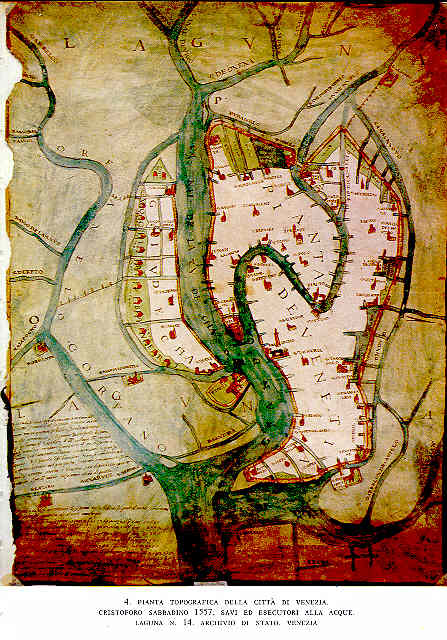
Карта авторства Кристофоро Саббадино

Кристофоро Саббадино (Cristoforo Sabbadino, Cristoforo Sabbattino, Christofaro Sabbadin Dal Friol, 1496 или 1487, Кьоджа — 1560, Венеция) — итальянский инженер, служивший в Магистрате воды (ит.) Венецианской республики в должности Proto alle Acque, заведовал приморскими сооружениями Венецианской республики.

Занимался вопросами Венецианской лагуны и защиты города от наводнений (см. Sistema difensivo della laguna di Venezia). По утверждению Энциклопедии Брокгауза и Ефрона, 
Оставил замечательный рукописный труд, в котором рассматриваются вопросы о приливах и отливах моря под влиянием притяжения Луны и Солнца и об изменении уровня Адриатического моря.
В 1555 году предложил (нереализованный) план по слиянию рек Пьяве и Сиве.

## Труды
- Istruzioni […] circa questa Laguna et come l’era anticamente, et come la si trova al presente, et le cause della ruina de quella […], 1540
- Discorso sopra la laguna, 1550

## Память
Именем К. Саббадино названы:
- библиотека в Венеции
- библиотека в Кьодже
- улица в Риме
- улица в Венеции